# Saciperere catuaba
Genre
Espèce
Saciperere catuaba, unique représentant du genre Saciperere, est une espèce d'araignées aranéomorphes de la famille des Pholcidae.

## Distribution
Cette espèce est endémique du Brésil. Elle se rencontre en Acre, en Amazonas, au Rondônia, au Pará, au Pernambouc, en Alagoas et au Paraíba.

## Description
Le mâle holotype mesure 1,7 mm.

## Étymologie
Son nom d'espèce lui a été donné en référence au lieu de sa découverte, Catuaba.
Ce genre est nommé en référence à Saci-Pererê

## Publication originale
- Huber & Carvalho, 2019 : Filling the gaps: descriptions of unnamed species included in the latest molecular phylogeny of Pholcidae (Araneae). Zootaxa, no 4546(1), p. 1-96.